# اغتصاب غلين ريدج
| التاريخ   | 1 مارس 1989          |
| --------- | -------------------- |
| الموقع    | غلين ريدج، نيو جيرسي |
| اول مراسل | WNBC-TV              |
| التهمة    | عصابة اغتصاب         |
| الحكم     | مذنب                 |

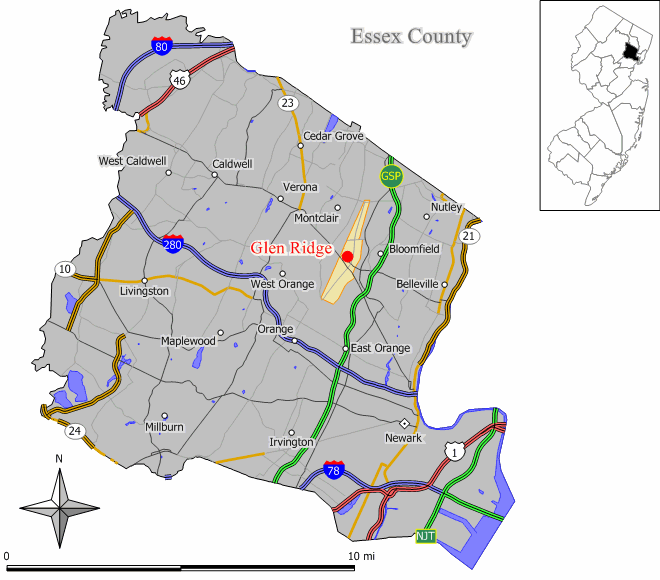
خريطة غلين ريدج ، نيو جيرسي

اغتصاب غلين ريدج في عام 1989، تم اغتصاب فتاة معاقة عقليا بواسطة عصا مكنسة ومضرب بيسبول من قبل أعضاء فريق كرة القدم في مدرسة غلين ريدج الثانوية في غلين ريدج نيو جيرسي. جذب هذا الحدث الاهتمام على مستوى البلاد نتيجة إلى الاعتقاد بأن المهاجمين تلقوا معاملة خاصة من المدرسة والسلطات المحلية نظرًا لوضعهم كنجوم كرة قدم محلين. تم توثيق الأحداث لاحقًا في كتاب وفيلم تلفزيوني.